# El Remanso (Uruguay)
El Remanso es un barrio ubicado en el kilómetro 23, en las cercanías del Arroyo Carrasco, dentro del área metropolitana de Barros Blancos, Canelones, Uruguay.

## Historia
El Remanso es un barrio con una historia que se remonta a la década de 1960, cuando se llevaron a cabo los primeros fraccionamientos, aproximadamente 10 años después de los primeros fraccionamientos en Barros Blancos, al cual pertenece. Sin embargo, fue a finales de la década de 1970 que el barrio experimentó un crecimiento significativo con la construcción del puente que conecta Bañado de Oro con Camino Lorenzo, lo que atrajo a una gran cantidad de migrantes hacia esta zona del área metropolitana.
Durante esos años, se establecieron las quintas de "López" y "Otelo", que rodean el barrio. Además, el Monte Carrasco, ubicado en las cercanías, alberga el Arroyo Carrasco, que separa al barrio del Asentamiento El Monarca. A partir de la segunda década del siglo XXI, El Remanso ha experimentado un importante desarrollo en sus alrededores. Se han establecido barrios privados como Colinas de Carrasco y La Juana, así como salones de baile, centros logísticos, parques empresariales, depósitos, centros de distribución y el centro de entrenamiento del Montevideo City Torque. Además, se encuentra en las proximidades del Complejo Los Aromos del Club Atlético Peñarol, lo que ha contribuido a su crecimiento y desarrollo.

## Geografía
El barrio El Remanso se encuentra en el kilómetro 23 y se extiende en una llanura plana, en las cercanías del Arroyo Carrasco. Sus coordenadas geográficas son -34.77893074770237, -56.02248950251039. La calle principal que atraviesa el barrio es Camino Los Aromos, mientras que las calles principales son Arroyo Leoncio y Bañado de Oro. Entre las calles secundarias destacan Arroyo Pardo, Arroyo Yerbal y Arroyo Sarandí. El barrio está estratégicamente ubicado cerca del Complejo Deportivo "Washington Cataldi" en Los Aromos de Peñarol. Además, se encuentra en las cercanías de destacados lugares como los barrios privados Colinas de Carrasco y La Juana, el salón de baile Villa Domus, el Complejo Deportivo Montevideo City Torque, el Parque Empresarial Camino Ventura y el centro logístico Castro, entre otros centros de distribución. El barrio cuenta con excelentes conexiones viales, ya que se conecta con la Ruta 8 y la Ruta 101 a través de Camino Los Aromos, así como con la Ruta 8 mediante Bañado de Oro y Camino Lorenzo. El Remanso forma parte del municipio de Barros Blancos, en el departamento de Canelones, Uruguay, dentro del Área Metropolitana. También se encuentra en las proximidades de la escuela número 178 José María García.

## Denominación
El nombre "El Remanso" fue elegido para el barrio debido a su cercanía con el Arroyo Carrasco. La palabra "remanso" evoca un lugar donde el agua fluye lentamente o se detiene, transmitiendo una sensación de calma y tranquilidad. El nombre captura la esencia del barrio, que se caracteriza por su ambiente apacible y sereno.

## Población
El barrio El Remanso cuenta con aproximadamente 200 viviendas y se estima que alberga alrededor de 700 habitantes, lo cual representa una parte de la población total de Barros Blancos, que se estima en aproximadamente 31 000 habitantes. La comunidad del barrio es diversa y acogedora, reflejando la riqueza y la mezcla de culturas presentes en la zona.

## Educación
Dispone de la escuela Nro 178 José María García bastante cercana al barrio o un poco más lejos la escuela de Villa Manuela, ya para educación superior cuenta con los Liceos Barros Blancos 1 y 2, o el Liceo de Villa García.

## Cultura
La cultura predominante en el barrio El Remanso se centra en el fútbol Siendo así el barrio más laureado de barros blancos.
El deporte rey es una pasión compartida por muchos residentes del barrio. En este sentido, el barrio cuenta con su propio equipo de fútbol local llamado El Remanso FC. Los colores característicos del equipo son el celeste y el negro, los cuales son llevados con orgullo por los jugadores y aficionados. El fútbol no solo es una forma de entretenimiento, sino también una actividad que fomenta la camaradería y la unión en la comunidad del barrio. Además del fútbol, el barrio también alberga otras expresiones culturales y artísticas, que reflejan la diversidad y el talento presentes en la comunidad local.